# 钦哲基金会
钦哲基金会（英語：Khyentse Foundation）是由宗萨蒋扬钦哲仁波切於2001年在美國创建的旨在保存和弘扬佛陀智慧的非盈利慈善资助机构。其资助对象包扩设于密西根大学与加州大学伯克利分校的佛学研究教席。